# Pic Uncompahgre
Pour les articles homonymes, voir Uncompahgre.
Le pic Uncompahgre, en anglais Uncompahgre Peak, est un sommet des monts San Juan dans les montagnes Rocheuses au Colorado. Il culmine à 4 361 m d'altitude, ce qui en fait le 6e plus haut sommet des montagnes Rocheuses. Il est protégé au sein de la forêt nationale d'Uncompahgre et de l'Uncompahgre Wilderness.